# Pseudococama aureoguttata
Pseudococama aureoguttata är en insektsart som beskrevs av Marius Descamps och Christiane Amédégnato 1971. Pseudococama aureoguttata ingår i släktet Pseudococama och familjen gräshoppor. Inga underarter finns listade i Catalogue of Life.